# Stanwood (Washington)
Pour les articles homonymes, voir Stanwood.
Stanwood est une ville du comté de Snohomish dans l'État de Washington.
La ville a été fondée en 1866 sous le nom de Centerville, et a adopté son nom actuel en 1877, attribué par le postier en hommage au nom de jeune fille de sa femme.
En 2010, la population est de 6 231 habitants.